# Barzan Al-Tikriti
Pour les articles homonymes, voir Al-Tikriti.
Barzan Al-Tikriti, de son vrai nom Barzan Ibrahim Al-Hassan, né le 17 février 1951 à Tikrit et mort par pendaison le 15 janvier 2007 à Bagdad, est le chef des services secrets irakiens. Il occupa le poste d'ambassadeur aux Nations unies. C'est le frère utérin de Saddam Hussein par leur mère Sabha Toulfah, et de Ibrahim Al-Hassan.
Sa fille Saja avait épousé, avant d'en divorcer très rapidement, le fils aîné de Saddam Hussein, Oudaï Hussein.
Condamné à mort le 5 novembre 2006 en même temps que son frère pour le massacre de 148 Chiites dans le village de Doujaïl en 1982, il nia toute légitimité au Haut tribunal spécial irakien. 